# Mark Hominick
Mark Hominick (Thamesford, 22 luglio 1982) è un ex lottatore di arti marziali miste ed ex kickboxer canadese.
È stato campione nazionale dei pesi superleggeri UCC e campione dei pesi piuma TKO, nonché sfidante al titolo di campione dei pesi piuma UFC nel 2011.
Ha combattuto nelle migliori organizzazioni di arti marziali miste degli Stati Uniti quali UFC, WEC e Affliction, e si è sempre distinto come uno dei migliori striker delle MMA.
Come kickboxer ha gareggiato nella categoria dei pesi welter vincendo il campionato canadese ISKA e il campionato nordamericano IKF.

## Carriera nelle arti marziali miste

### Inizi: UCC e TKO
Dopo i successi conseguiti come kickboxer Hominick esordisce nelle arti marziali miste il 15 giugno 2002 con l'organizzazione canadese UCC, al tempo la più prestigiosa del paese assieme alla TKO.
Qui gareggia subito per il titolo nazionale dei pesi superleggeri e lo vince mettendo KO Richard Nancoo.
Successivamente difende per due volte il titolo.
Dopo le prime tre vittorie Hominick ha un'esperienza sportiva negativa negli Stati Uniti, dove perde proprio tre incontri di fila in differenti leghe; la seconda sconfitta fu contro Mike Brown, futuro campione dei pesi piuma WEC.
Nel 2003 torna in Canada e in quell'anno la UCC viene rilevata e fusa con l'organizzazione TKO.
Hominick continua a difende il titolo di campione nazionale per altre due volte ma nel 2004 verrà sconfitto dal connazionale Shane Rice per sottomissione, soffiandogli il titolo a lungo difeso.
Hominick a quel punto inizia a combattere per il titolo dei pesi piuma della nuova lega TKO e il match per la cintura è proprio contro Shane Rice: Hominick si prende la sua rivincita sconfiggendo Rice per KO tecnico e diviene quindi campione di categoria TKO.
Difenderà il titolo conquistato per tre volte tra il 2005 ed il 2006 fino alla sconfitta per sottomissione contro l'idolo giapponese Hatsu Hioki.
Dopo aver esordito in UFC nel 2008 Hominick proseguì contemporaneamente in TKO tentando di vendicarsi di Hatsu Hioki, ma venne sconfitto nuovamente dal talento del sol levante.

### World Extreme Cagefighting
Hominick esordisce in WEC nel 2007 con alle spalle un record personale di 13-6.
I primi due incontri hanno esito negativo e Hominick viene sconfitto prima da Rani Yahya e poi da Josh Grispi, entrambe le volte per sottomissione.
Prima di lottare il suo terzo incontro in WEC Hominick ha una parentesi nella breve esistenza dell'associazione Affliction Entertainment, dove sconfigge Savant Young.
Avrebbe dovuto lottare anche nell'evento successivo della promozione contro LC Davis ma saltò l'incontro per polmonite; il terzo evento dell'Affliction, dove Hominick avrebbe dovuto combattere Deividas Taurosevičius, non si materializzò e successivamente l'organizzazione fallì per bancarotta.
Il ritorno in WEC nel 2010 è trionfale e Hominick asfalta in serie Bryan Caraway, Yves Jabouin e l'ex contendente al titolo WEC Leonard Garcia.

### Ultimate Fighting Championship
Nel 2011 con l'acquisto della WEC da parte dell'UFC Mark Hominick entra a far parte del roster dell'organizzazione guidata da Dana White, entrando con un record personale di 19-8.
Non si tratta dell'esordio di Hominick in UFC, in quanto combatté per tale organizzazione nel 2006 negli eventi UFC 58: USA vs Canada UFC Ultimate Fight Night 5, sconfiggendo rispettivamente Yves Edwards e Jorge Gurgel.
Hominick ha subito la possibilità di prendere parte ad una gara eliminatoria per determinare lo sfidante del campione in carica José Aldo.
Hominick affrontò l'ex campione Rage in the Cage George Roop vincendo per KO tecnico al primo round.
La grande gara per il titolo dei pesi piuma UFC si svolse nel suo Canada il 30 aprile 2011.
Sostenuto dal pubblico di casa, Hominick porta la lotta fino al termine del quinto round.
I giudici decidono per una vittoria unanime di José Aldo (48–45, 48–46, 49–46) ed entrambi i lottatori vengono premiati con il Fight of the Night per aver combattuto il miglior incontro della serata.
Hominick cade male nel 2011 contro lo zombie coreano Jung Chan-Sung, che lo mette KO in soli sette secondi.
L'anno successivo perde il suo terzo incontro di fila per pochissimi punti contro Eddie Yagin in un incontro premiato con il riconoscimento Fight of the Night.
Per il lottatore canadese è una carriera in continua caduta libera, in quanto perde anche a Montréal un sanguinoso incontro che lo vide opposto al modesto Pablo Garza, quest'ultimo uscito meritatamente vincitore ai punti.
A seguito di tale serie di sconfitte nel dicembre 2012 Hominick annuncia il proprio ritiro dalle MMA, mettendo così fine alla propria carriera che in più di 10 anni di attività vanta un record di 20 vittorie e 12 sconfitte ed un record parziale in UFC di 3-4.

### Risultati nelle arti marziali miste
| Risultato | Record | Avversario         | Metodo                                | Evento                            | Data              | Round | Tempo | Città                    | Note                                                 |
| --------- | ------ | ------------------ | ------------------------------------- | --------------------------------- | ----------------- | ----- | ----- | ------------------------ | ---------------------------------------------------- |
| Sconfitta | 20-12  | Pablo Garza        | Decisione (unanime)                   | UFC 154: St-Pierre vs. Condit     | 17 novembre 2012  | 3     | 5:00  | Montréal, Canada         |                                                      |
| Sconfitta | 20-11  | Eddie Yagin        | Decisione (non unanime)               | UFC 145: Jones vs. Evans          | 21 aprile 2012    | 3     | 5:00  | Atlanta, Stati Uniti     |                                                      |
| Sconfitta | 20–10  | Jung Chan-Sung     | KO (pugni)                            | UFC 140: Jones vs. Machida        | 10 dicembre 2011  | 1     | 0:07  | Toronto, Canada          |                                                      |
| Sconfitta | 20–9   | José Aldo          | Decisione (unanime)                   | UFC 129: St-Pierre vs. Shields    | 22 gennaio 2011   | 1     | 1:28  | Toronto, Canada          | Per il titolo dei Pesi Piuma UFC                     |
| Vittoria  | 20–8   | George Roop        | KO Tecnico (pugni)                    | UFC: Fight For The Troops 2       | 22 gennaio 2011   | 1     | 1:28  | Fort Hood, Stati Uniti   | Eliminatoria per il titolo dei Pesi Piuma UFC        |
| Vittoria  | 19–8   | Leonard Garcia     | Decisione (non unanime)               | WEC 51: Aldo vs. Gamburyan        | 30 settembre 2010 | 3     | 5:00  | Broomfield, Stati Uniti  |                                                      |
| Vittoria  | 18–8   | Yves Jabouin       | KO Tecnico (pugni)                    | WEC 49: Varner vs. Shalorus       | 20 giugno 2010    | 2     | 3:21  | Edmonton, Canada         |                                                      |
| Vittoria  | 17–8   | Bryan Caraway      | Sottomissione (armbar triangolare)    | WEC 46: Varner vs. Henderson      | 10 gennaio 2010   | 1     | 3:48  | Sacramento, Stati Uniti  |                                                      |
| Vittoria  | 16–8   | Savant Young       | Sottomissione (armbar)                | Affliction: Banned                | 19 luglio 2008    | 2     | 4:25  | Anaheim, Stati Uniti     |                                                      |
| Sconfitta | 15–8   | Josh Grispi        | Sottomissione (rear naked choke)      | WEC 32: New Mexico                | 13 febbraio 2008  | 1     | 2:55  | Albuquerque, Stati Uniti |                                                      |
| Vittoria  | 15–7   | Danny Martinez     | Decisione (unanime)                   | TKO 31: Young Guns                | 14 dicembre 2007  | 3     | 5:00  | Montréal, Canada         |                                                      |
| Vittoria  | 14–7   | Ben Greer          | KO (pugni)                            | TKO 30: Apocalypse                | 28 settembre 2007 | 1     | 1:14  | Montréal, Canada         |                                                      |
| Sconfitta | 13–7   | Rani Yahya         | Sottomissione (rear naked choke)      | WEC 28: Faber vs. Farrar          | 3 giugno 2007     | 1     | 1:19  | Las Vegas, Stati Uniti   | Debutto in WEC                                       |
| Sconfitta | 13–6   | Hatsu Hioki        | Decisione (maggioranza)               | TKO 28: Inevitable                | 9 febbraio 2007   | 5     | 5:00  | Montréal, Canada         | Per il titolo dei Pesi Piuma TKO                     |
| Vittoria  | 13–5   | Doug Edwards       | Sottomissione (rear naked choke)      | ROF 27: Collision Course          | 9 dicembre 2006   | 2     | 4:08  | Denver, Stati Uniti      |                                                      |
| Vittoria  | 12–5   | Samuel Guillet     | Decisione (unanime)                   | TKO 27: Reincarnation             | 29 settembre 2006 | 3     | 5:00  | Montréal, Canada         |                                                      |
| Vittoria  | 11–5   | Jorge Gurgel       | Decisione (unanime)                   | UFC Ultimate Fight Night 5        | 28 giugno 2006    | 3     | 5:00  | Las Vegas, Stati Uniti   |                                                      |
| Sconfitta | 10–5   | Hatsu Hioki        | Sottomissione (triangolo)             | TKO 25: Confrontation             | 5 maggio 2006     | 2     | 5:00  | Montréal, Canada         | Perde il titolo dei Pesi Piuma TKO                   |
| Vittoria  | 10–4   | Yves Edwards       | Sottomissione (armbar triangolare)    | UFC 58: USA vs Canada             | 4 marzo 2006      | 2     | 1:52  | Las Vegas, Stati Uniti   | Debutto in UFC                                       |
| Vittoria  | 9–4    | Naoji Fujimoto     | Sottomissione (rear naked choke)      | TKO 24: Eruption                  | 28 gennaio 2006   | 3     | 2:23  | Laval, Canada            | Difende il titolo dei Pesi Piuma TKO                 |
| Vittoria  | 8–4    | Ryan Diaz          | KO Tecnico (pugni)                    | TKO 22: Lionheart                 | 30 settembre 2005 | 3     | 4:25  | Montréal, Canada         | Difende il titolo dei Pesi Piuma TKO                 |
| Vittoria  | 7–4    | Stephane Vigneault | KO (pugni)                            | TKO 20: Champion vs Champion      | 2 aprile 2005     | 1     | 4:35  | Montréal, Canada         | Difende il titolo dei Pesi Piuma TKO                 |
| Vittoria  | 6–4    | Shane Rice         | KO Tecnico (calci alle gambe e pugni) | TKO 19: Rage                      | 29 gennaio 2005   | 1     | 4:16  | Montréal, Canada         | Vince il titolo dei Pesi Piuma TKO                   |
| Sconfitta | 5–4    | Shane Rice         | Sottomissione (rear naked choke)      | TKO 17: Revenge                   | 25 settembre 2004 | 1     | 1:46  | Victoriaville, Canada    | Perde il titolo canadese dei Pesi Superleggeri TKO   |
| Vittoria  | 5–3    | David Guigui       | KO Tecnico (pugni)                    | TKO 15: Unstoppable               | 28 febbraio 2004  | 2     | 4:26  | Montréal, Canada         | Difende il titolo canadese dei Pesi Superleggeri TKO |
| Vittoria  | 4–3    | Ryan Diaz          | KO Tecnico (pugni)                    | TKO 13: Ultimate Rush             | 6 settembre 2003  | 2     | 0:42  | Montréal, Canada         | Difende il titolo canadese dei Pesi Superleggeri TKO |
| Sconfitta | 3–3    | Tommy Lee          | KO Tecnico (body slam)                | Extreme Challenge 51              | 2 agosto 2003     | 1     | 0:18  | St. Charles, Stati Uniti |                                                      |
| Sconfitta | 3–2    | Mike Brown         | Sottomissione (heel hook)             | TFC 8: Hell Raiser                | 6 giugno 2003     | 3     | 4:27  | Toledo, Stati Uniti      |                                                      |
| Sconfitta | 3–1    | Stephen Palling    | KO Tecnico (ferita)                   | SuperBrawl 29                     | 9 maggio 2003     | 1     | 0:16  | Honolulu, Stati Uniti    |                                                      |
| Vittoria  | 3–0    | Stephane Laliberte | Sottomissione (armbar)                | UCC 12: Adrenaline                | 25 gennaio 2003   | 1     | 4:43  | Montréal, Canada         | Difende il titolo canadese dei Pesi Superleggeri UCC |
| Vittoria  | 2–0    | Steve Claveau      | Sottomissione (pugni)                 | UCC 11: The Next Level            | 11 ottobre 2002   | 2     | 3:24  | Montréal, Canada         | Difende il titolo canadese dei Pesi Superleggeri UCC |
| Vittoria  | 1–0    | Richard Nancoo     | KO Tecnico (pugni)                    | UCC 10: Battle for the Belts 2002 | 15 giugno 2002    | 3     | 3:23  | Hull, Canada             | Vince il titolo canadese dei Pesi Superleggeri UCC   |